# Wittekerke (bier)
Wittekerke is een Belgisch witbier van hoge gisting. Het bier wordt gebrouwen door Brouwerij De Brabandere te Bavikhove.

## Achtergrond
In 1997 sloot Brouwerij Bavik een overeenkomst met VTM om een witbier op de markt te brengen, genaamd naar de Vlaamse soapserie Wittekerke (die eindigde in 2008). Wittekerke is een onbestaande Vlaamse gemeente. Sindsdien is het bier op de markt en leidt het een eigen leven, los van de soapserie.

## Bieren
Intussen zijn er drie Wittekerke-bieren verkrijgbaar:
- Wittekerke Wild (5%) is een witbier. Wittekerke werd eerst gelanceerd in 1998. Het is verkrijgbaar in flesjes van 25cl en in blikjes van 33cl.
- Wittekerke Speciale (5,8%) is een goudblond witbier. Dit bier kwam in 1999 op de markt.
- Wittekerke Rosé (4,3%) is een rosé fruitbier gemaakt op basis van Wittekerke witbier en frambozensap. Wittekerke Rosé werd in 2005 gelanceerd.

## Prijzen
- Wittekerke won in 2006 de Bronzen Award in de categorie "Belgian-Style White (or Wit)/Belgian-Style Wheat" op de World Beer Cup 2006[1]
- Wittekerke won in 2011 zilver op de Denver International Beer Competition 2011 in de categorie Witbiers[2]
- Wittekerke Rosé won in 2011 de gouden medaille op de World Beer Awards in de categorie “Europe’s Best Fruit Wheat Beer”.[3]